# Bloc uni pour la renaissance et l’émergence du Congo
Le Bloc Uni pour la Renaissance et l’Émergence du Congo (BUREC) est un parti politique en république démocratique du Congo. Il est fondé le 20 novembre 2010 par Julien Paluku. Il est membre de du Front commun pour le Congo (FCC);

## Histoire
Le BUREC a été créé dans le contexte post-conflit de l’Est de la RDC, avec pour objectif principal de promouvoir la paix, la reconstruction et le développement économique. Le parti s’est fixé comme mission de favoriser l’émergence socio-économique du Congo, en mettant l’accent sur des politiques de décentralisation, de bonne gouvernance, et de développement des infrastructures.
En décembre 2020, Le Bloc uni pour la renaissance et l’émergence du Congo (UREC), parti membre du Front commun pour le Congo (FCC), adhère à l’Union sacrée pour la nation du Président Félix Tshisekedi.

### Positionnement politique
Le BUREC est considéré comme un parti pro-gouvernemental. Julien Paluku a été un allié stratégique de Joseph Kabila, et le BUREC a intégré la plateforme Front Commun pour le Congo (FCC), qui soutenait l’ancien président. Après l’élection de Félix Tshisekedi, bien que les alliances politiques aient évolué, Julien Paluku et le BUREC ont continué à jouer un rôle important dans la scène politique nationale, notamment grâce à la participation de Paluku au gouvernement.

## Jeunesse de BUREC
Section jeunesse du Bloc Uni pour la Renaissance et l’Émergence du Congo (BUREC). Ils incarnent la vision du parti en mobilisant la jeunesse autour des valeurs d’unité, de travail et d’émergence.

## Membres notoires du parti
- Julien Paluku
- Trésor Bafandu
- Joséphine Mbombo
- Jean-Marie Katokolyo[6]